# Tomasz Chołodecki
Tomasz Chołodecki herbu Białynia (ur. 21 grudnia 1813 w Bednarowie, zm. 16 lipca 1880 we Lwowie) – polski działacz niepodległościowy.

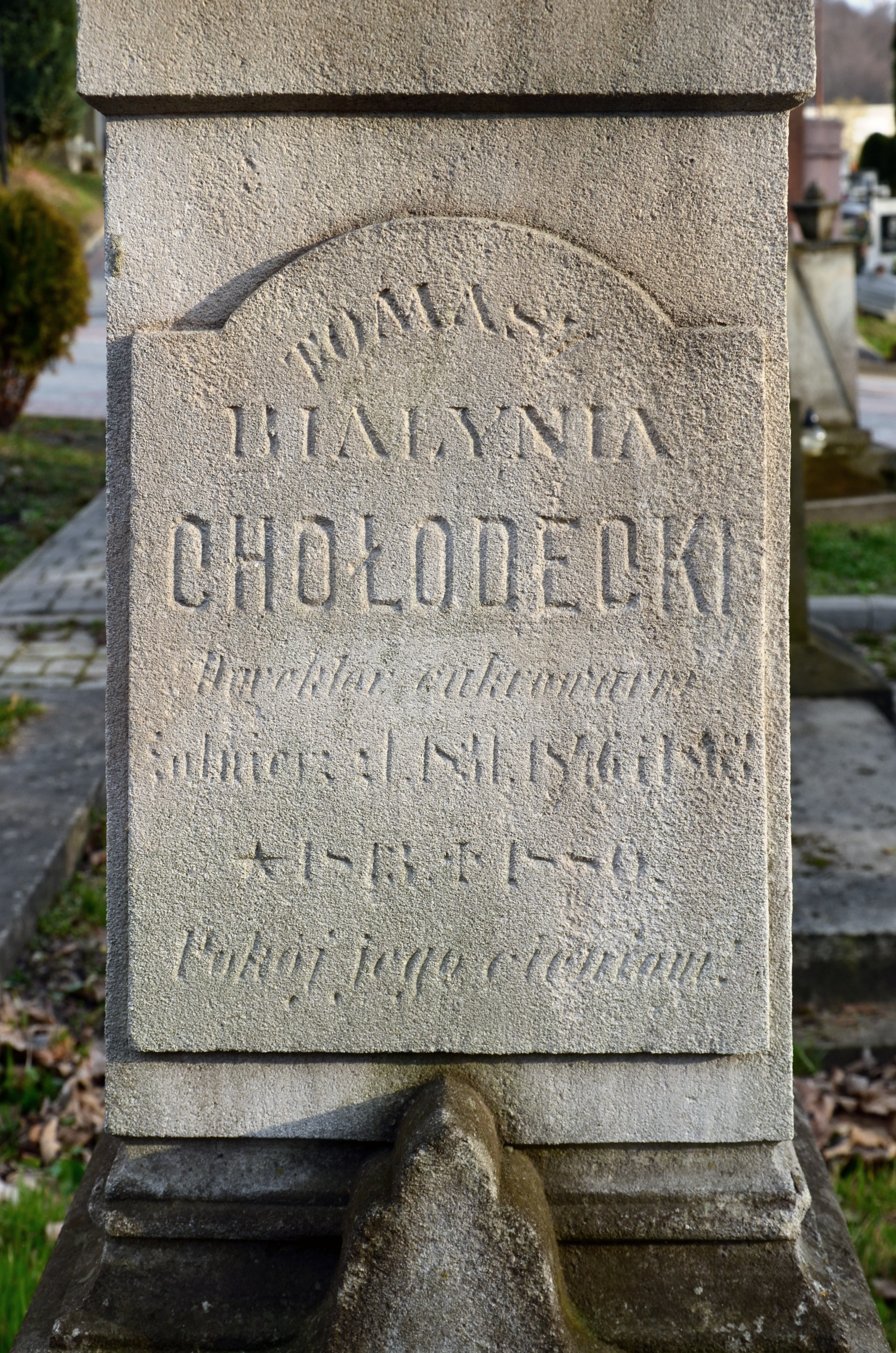
Nagrobek Tomasza Chołodeckiego

## Życiorys
Miał brata Celestyna i bratanka Józefa. W powstaniu listopadowym 1831 uczestniczył jako żołnierz 2 pułku ułanów pod komendą gen. Józefa Dwernickiego. Brał udział we wszystkich bitwach od Stoczka aż do Boremla, gdzie został wzięty do niewoli. Wrócił z niej po kilku latach i osiadł w Galicji.
W 1846 był spiskowcem przy Teofilu Wiśniowskim i uczestnikiem wyprawy na Narajów. Za to był więziony na Hradczym Kopcu (Spielberg). Zamieszkując w Rytwianach brał udział w organizacji powstania styczniowego 1863 na ziemi sandomierskim. Za te działania także był więziony. Potem przeciw niemu było prowadzone śledztwo przez władze rosyjskie.
Następnie osiadł we Lwowie. Tam podczas demonstracji wsparcia na rzecz Ottona Hausnera w listopadzie 1878 został zraniony w głowę przez policję. Zmarł 16 lipca 1880 i został pochowany na Cmentarzu Łyczakowskim we Lwowie.

## Literatura dodatkowa
- Justyn Sokulski: Chołodecki Białynia Tomasz. W: Polski Słownik Biograficzny. T. 3: Brożek Jan – Chwalczewski Franciszek. Kraków: Polska Akademia Umiejętności – Skład Główny w Księgarniach Gebethnera i Wolffa, 1937, s. 404–405. Reprint: Zakład Narodowy im. Ossolińskich, Kraków 1989, ISBN 83-04-03291-0